# 中内啓行
中内 啓行（なかうち ひろゆき、1982年12月19日 - ）は、日本の元俳優。プロダクション尾木、長良プロダクションを経て、フリー。2013年以降は活動が確認できず、SNSの更新も途絶えている。

## 主な出演

### テレビ番組

#### ドラマ
- ごくせん（2005年、日本テレビ） - 永田啓行 役
- サプリ（2006年、フジテレビ）

ウェブ
- 言霊の女たち。（2010年、auLISMO）

### 映画
- JAWS IN JAPAN（2009年） - ケンジ 役
- カイジ 人生逆転ゲーム（2009年、東宝）
- B-ON〜不良全滅編〜（2010年、ロマネプロモーション）
- ブラックスクール黒白（2011年、ロマネプロモーション）

### 舞台
- ソウガ（2009年、全労済ホールスペース・ゼロ）
- 赤いノートと緑のケータイ（2009年、下北沢空間リバティ）
- 水森かおり新春公演（2010年、中日劇場）

### 雑誌
- JUNON（2005年）
- 英語でしゃべらナイト（2009年）